# Heinz Winckler
Heinz Carl Heinrich Winckler (Stellenbosch, 22 marzo 1978) è un cantante sudafricano, dedito al genere pop (in lingua inglese e afrikaans) e professionalmente in attività dal 2002.

## Biografia
Fattosi conoscere grazie alla vittoria nella prima edizione della versione sudafricana del talent show Pop Idol, ha pubblicato 6 album., il primo dei quali è One Step Closer del 2002. I suoi singoli di maggior successo sono Once in a Lifetime e Can't Lose with You.
Ha collaborato anche con i Westlife, aprendo i loro concerti in Sudafrica.
Nel dicembre 2003 è arrivato quarto nella competizione televisiva internazionale Idol (BTS), in cui i vincitori di tutte le competizioni di idol pop organizzate in tutto il mondo si sono sfidate l'una contro l'altra. Nel 2004 Winckler si è esibito all Ukkasie Arts Festival, tra gli altri. alla Royal Albert Hall di Londra con molti altri artisti sudafricani come Ike Moriz e Nianell auf.

## Vita privata
È sposato dal 2006 con Aletté-Johanni de Klerk, dalla quale ha avuto tre figli, Lian Theo (nato nel 2010), Simeon Carl (nato nel 2012) e Reuben Jacques (nato nel 2014).

## Discografia

### Album
- One Step Closer (2002)
- Come Alive (2004)
- Moment Of Truth (2006)
- Ek kan weer in liefde glo (2009)
- 24/7/365 (2011)
- Jy's bonatuurlik (2014)

### Singoli
- Once In A Lifetime (2002)
- Next Stop Hapiness (2004)
- One Step Closer
- The Way It Is
- Can't Lose With You
- Drowning Me
- Only For You
- Thank You
- Another Day
- Love's Supposed To Be
- Who You Really Are (2011)

## Filmografia
- Gertroud met rugby - serie TV (2010) - ruolo: JP Viviers

## Musical
- Rent (2007-2008)

## Premi e riconoscimenti
- 2002: Doppio disco di platino in Sudafrica per il singolo Once in a Lifetime[3]
- 2002: Nomination nella categoria "miglior album pop" ai South African Music Awards per One Step Closer[3]
- 2002: Nomination nella categoria "miglior singolo" ai South African Music Awards per Once in a Lifetime[3]
- 2004: Nomination nella categoria "miglior album pop" ai South African Music Awards per Come Alive[2]
- 2001: Disco di platino in Sudafrica per l'album Ek kan weer in liefde glo[1]